# Leonid Popov
Leonid Ivanovich Popov (Olexandria, 31 de agosto de 1945) é um ex-cosmonauta soviético.
Nascido no Óblast de Kirovograd, na então República Socialista Soviética da Ucrânia, foi ao espaço por três vezes, como comandante das missões Soyuz 35, Soyuz 40 e Soyuz T-7 e tripulante das estações orbitais Salyut 6 e 7 entre 1980 e 1982, completando um total de 200 dias e 14 horas em órbita da Terra, sendo um dos mais veteranos e experientes cosmonautas soviéticos da história. 